# Swimming with Sharks
Swimming with Sharks är en amerikansk thriller- och dramaserie vars första säsong hade premiär den 15 april 2022. Seriens första säsong bestod av sex avsnitt. Serien är baserad på filmen med samma namn från 1994.

## Handling
Serien kretsar kring en ung kvinnlig assistent på en filmstudio. Men vad den manipulativa personalen inte vet är att hon har förmågan att överlista dem alla.

## Rollista i urval
- Kiernan Shipka - Lou Simms
- Diane Kruger - Joyce Holt
- Donald Sutherland - Redmond Isaacson
- Thomas Dekker - Travis
- Finn Jones - Marty Bruhl
- Erika Alexander - Meredith Lockheart
- Ross Butler - Alex
- Gerardo Celasco - Miles Bresson
- Kathleen Robertson - Olive Mace